# Саркандаугава (станция)
Са́ркандаугава (латыш. Sarkandaugava, историческое русское название «Красная Двина») — железнодорожная станция в Риге, на электрифицированной линии Земитаны — Скулте. Открыта в 1872 году в составе линии Рига — Мангали и первоначально называлась «Александровская высота» (по названию местности в честь А. Д. Меншикова, ведшего отсюда обстрел Риги при осаде 1710 года).

## Описание
Станция расположена в историческом районе Саркандаугава, на границе с лесным массивом, относящимся к району Межапаркс. Расстояние до станции Рига-Пасажиеру — 7 км, до станции Скулте — 49 км.
На станции существует два пути для остановки электропоездов и 3-й путь с октября 2024 года может служить как для простоя грузовых вагонов так и для приёма дизельных поездов на 3-й путь в случае ремонтных работ и невозможности полноценного использования электропоездов на линии"Рига-Скулте". Ранее на 3-м пути был возможен только отстой грузовых вагонов,на новопостроенной островной платформе в направлении в Скулте параллельно надписи"2 ceļš" с противоположной стороны ошибочно написано"4 ceļš"вместо 3 ceļš". Рядом со станцией ранее действовали перевалочная база древесины и стекольный завод, работники которых активно пользовались железнодорожным сообщением.